# Sonja Richter
Sonja Richter, född 4 januari 1974 i Esbjerg, är en dansk skådespelare och sångare.
Sonja Richter är utbildad vid Odense Teater 1999 och har efter det varit knuten till en rad andra teatrar, bland annat Aveny Teatret, Betty Nansen Teatret, Østre Gasværk Teater och Det kongelige Teater. I TV har hon bland annat spelat i serierna Mordkommissionen, Hotellet, Försvarsadvokaterna, Örnen och Föreställningar. Hon fick sitt stora filmgenombrott som Cecilie i filmen Älskar dig för evigt (2002), där hon spelar tillsammans med Mads Mikkelsen. 2007 blev hon tilldelad Kronprinsparrets Kulturpris.
I svenska filmen Ond tro (2010) har hon huvudrollen och Jonas Karlsson som motspelare.
I september 2009 gav hon ut albumet Careless Rapture.

## Filmografi
- 2000 – Mordkommissionen (TV-serie, ett avsnitt)
- 2002 – Älskar dig för evigt
- 2002 – Hotellet (TV-serie, fyra avsnitt)
- 2003 – Rembrandt
- 2003–2004 – Försvarsadvokaterna (TV-serie) (nio avsnitt)
- 2004 – Förbrytelser
- 2004 – Villa paranoia
- 2005 – Opbrud
- 2005 – Örnen (TV-serie) (fyra avsnitt)
- 2007 – Cecilie
- 2007 – Min fröken är en utomjording
- 2007 – Föreställningar (TV-serie, sex avsnitt)
- 2008 – Det som ingen vet
- 2008 – Selma (TV-serie)
- 2009 – Flykten
- 2009 – Fräls oss ifrån ondo
- 2010 – Ond tro
- 2011 – Revolt
- 2013 – Miraklet
- 2014 – The Homesman
- 2014 – Når dyrene drømmer
- 2015 – Bron (TV-serie) (fyra avsnitt)
- 2016 – Gentlemen & Gangsters (TV-serie)
- 2017 – Becker - Kungen av Tingsryd